# Place Tartini
La place Tartini (slovène : Tartinijev trg, italien : piazza Tartini) est la plus grande place du centre-ville de Piran, en Slovénie. Elle porte le nom du compositeur et violoniste Giuseppe Tartini, né dans cette ville en 1692.

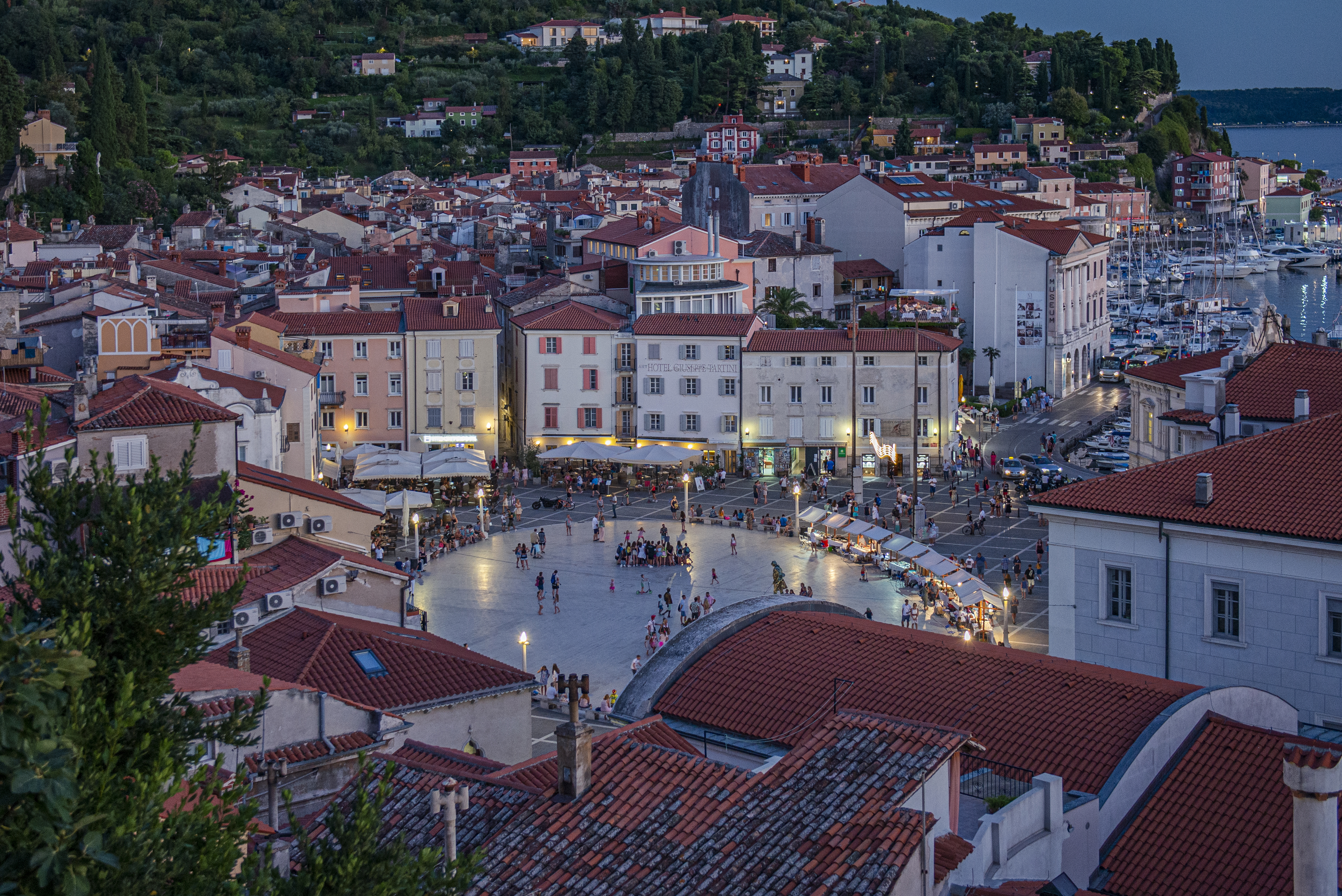
La place Tartini à la tombée de la nuit. Août 2020.

## Histoire
À l'origine, l'emplacement actuel de la place correspond à une darse pour petits vaisseaux, comme des bateaux de pèche, et est situé à l'extérieur des murs de la ville. Au Moyen Âge, Piran fait partie de la république de Venise et la darse s'entoure de bâtiments et de maisons bourgeoises ; elle devient ainsi un site majeur de la ville.
Le lieu est fortement remanié au XIXe siècle, alors que Piran est sous souveraineté de l'empire d'Autriche, puis de l'Autriche-Hongrie. L'église Saint-Pierre (sl) est rénovée en 1818. L'hôtel de ville est bâti entre 1877 et 1879 par l'architecte Giovanni Righetti. Giuseppe Moso et Enrico Nordio dirigent la construction du nouveau palais de justice (sl) sur le côté ouest de 1885 à 1891. L'unique bâtiment qui conserve un extérieur d'origine, la Benečanka (sl) (littéralement « Maison vénitienne »), date du XVe siècle.
La darse, obsolète, s'étant ensablée et les eaux usées y aboutissant, les autorités de Piran décident de la combler en 1894 pour des raisons d'hygiène. Le monument au compositeur Tartini, œuvre du sculpteur Antonio Dal Zotto, est érigé en 1896.
De 1909 à 1912, un trolleybus relie Piran à la gare de Lucija. Après 1912, le trolleybus est remplacé par un tramway, en opération jusqu'en 1953. Pendant ces années, Piran fait partie de l'Italie, puis du territoire libre de Trieste, puis finalement après 1954 de la Yougoslavie. La forme ovale des voies désaffectées est reprise lors de la rénovation de la place à la fin des années 1980. L'architecte Boris Podrecca conçoit une zone elliptique en pierre blanche au centre de la place. La rénovation correspond également au 300e anniversaire de la naissance de Tartini (et incidemment à l'indépendance de la Slovénie).

## Sites

### Monument à Tartini
À l'occasion du 200e anniversaire de sa naissance en 1892, Piran souhaite ériger un monument à Giuseppe Tartini, compositeur et violoniste natif de la ville. La sculpture en bronze, œuvre du sculpteur vénitien Antonio Dal Zotto, est inaugurée en 1896.
La monument est rénovée en 2016. À cette occasion, la statue est numérisée en 3D ; on découvre alors sur le violon une dédicace du sculpteur à sa femme récemment décédée, datant de 1893.

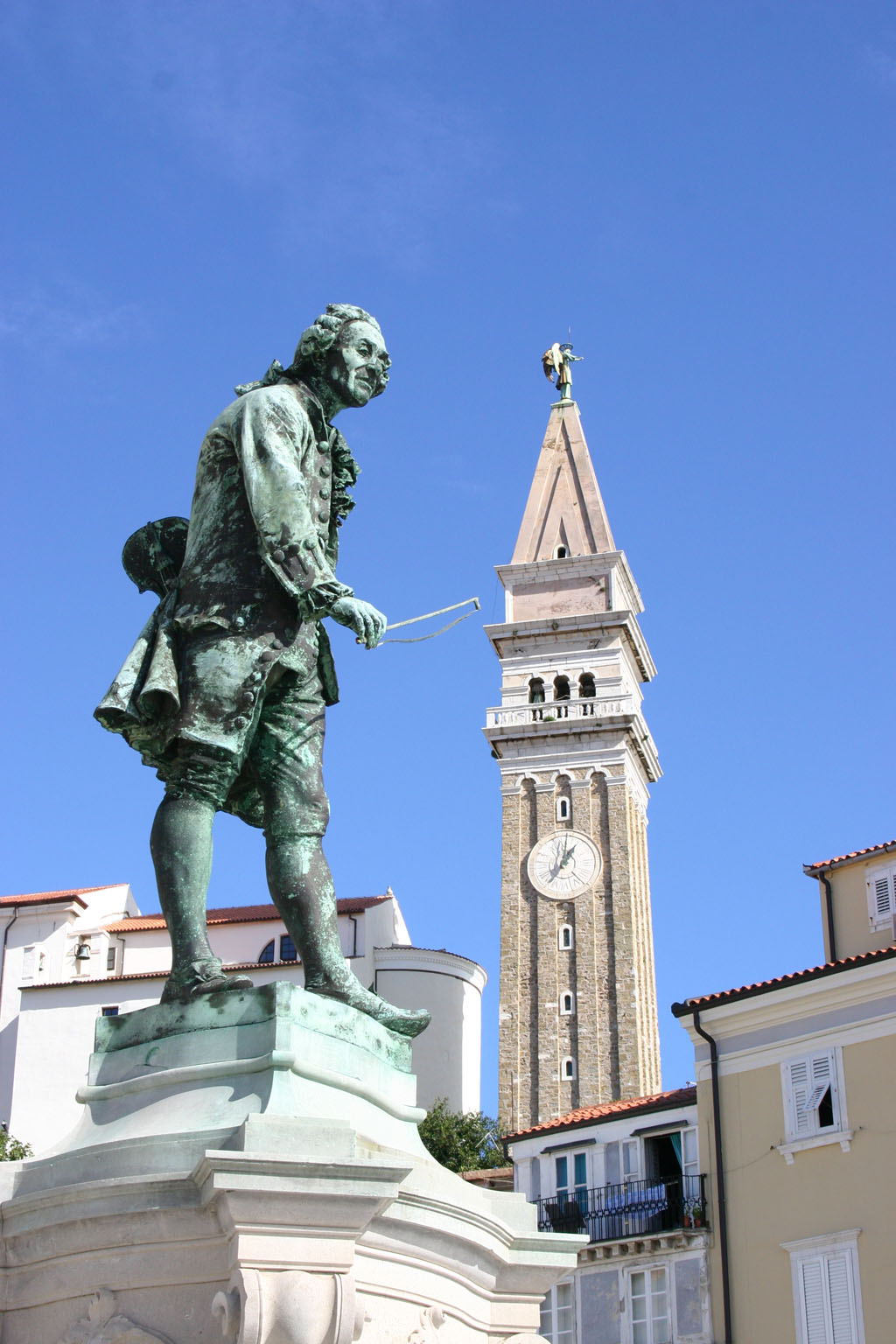
Le monument à Tartini et en arrière-plan le campanile de l'église Saint-Georges (sl).

### Hampes de drapeau
Deux hampes de drapeau en pierre ornent l'entrée de la place. Datant du XVe siècle, ils étaient tout d'abord situés devant l'ancienne mairie. Le socle du premier pilier compotre un bas-relief du lion ailé de Marc. Celui du second figure saint George à cheval.

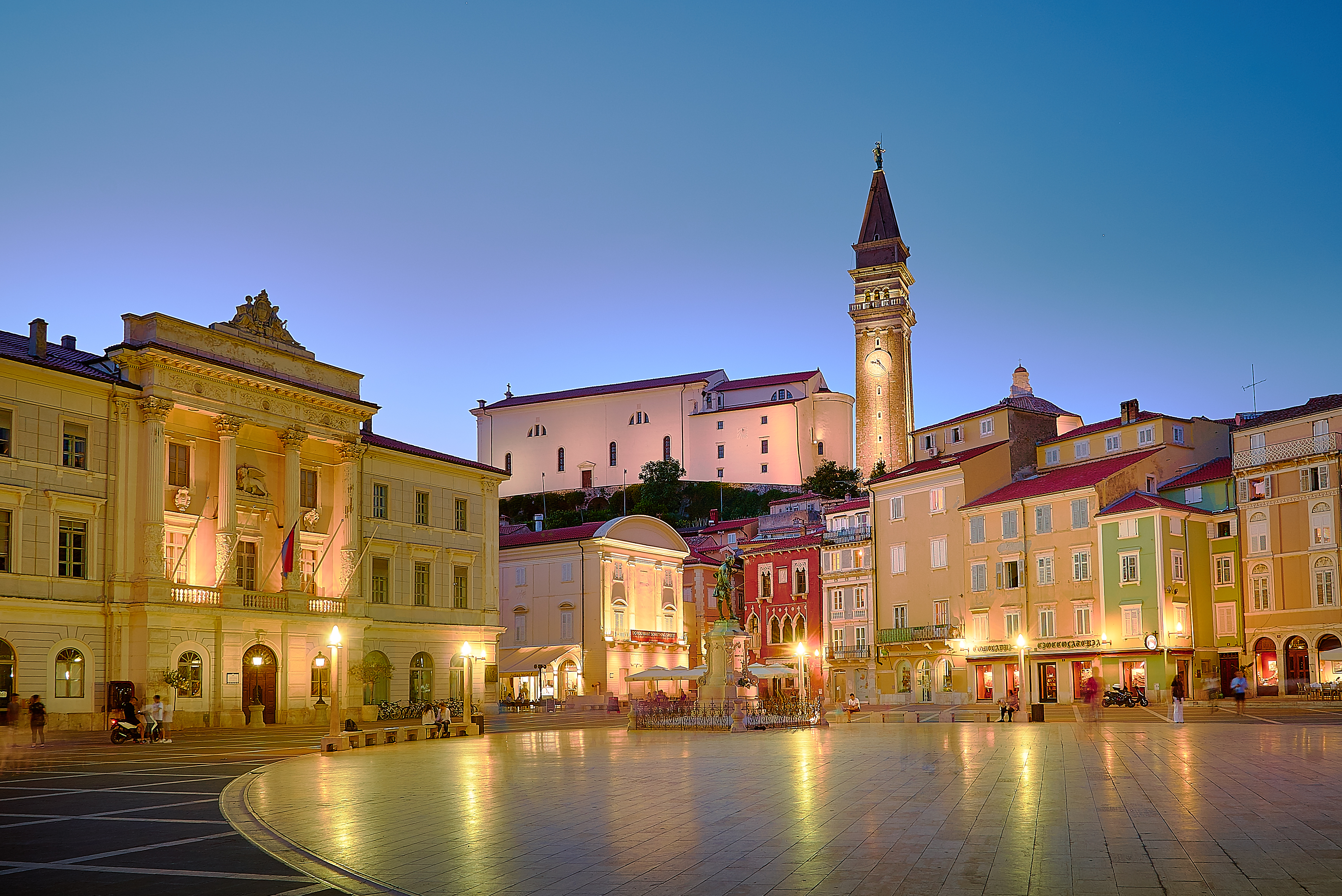
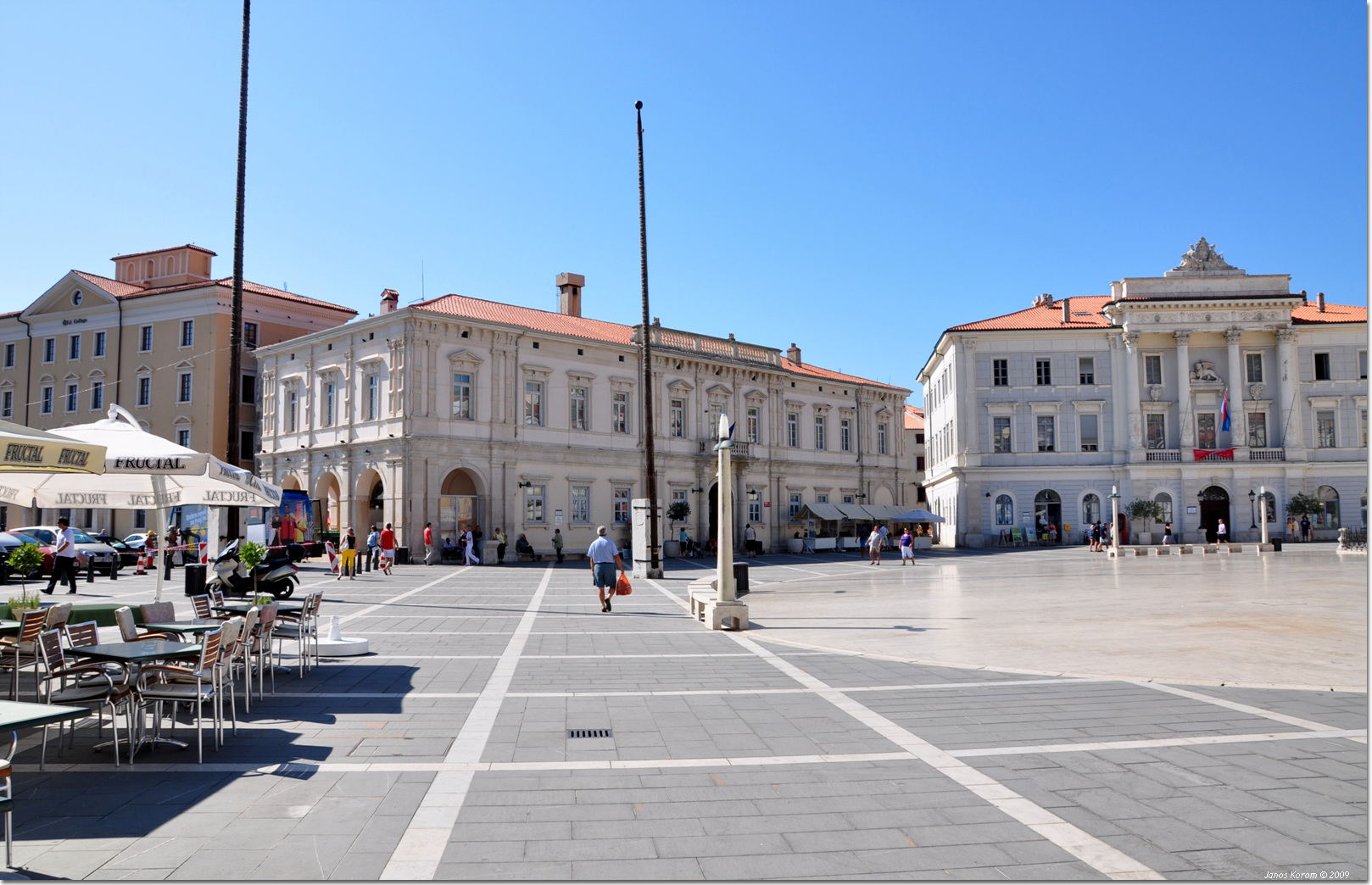
Les deux hampes.
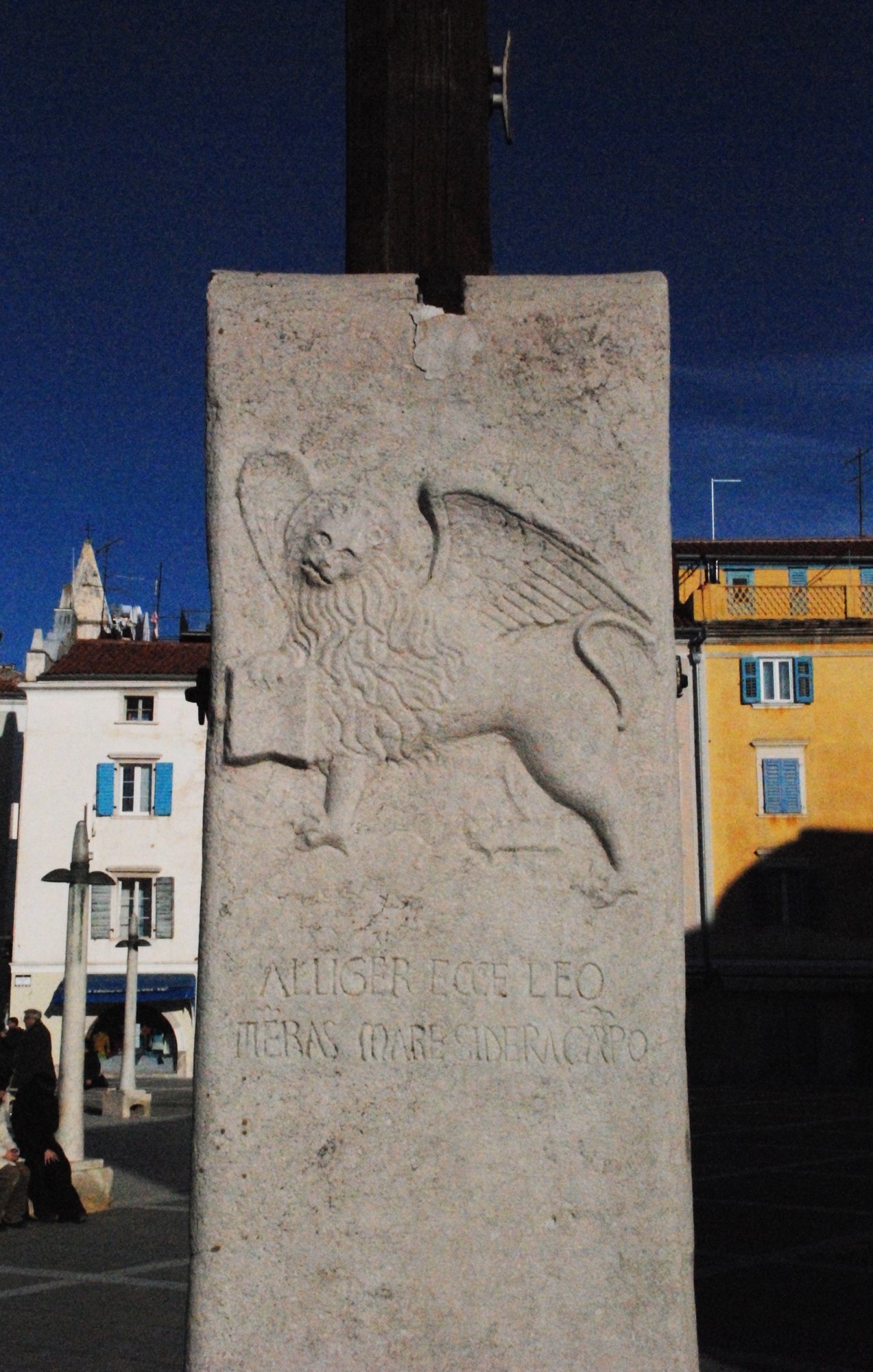
Le lion de saint Marc.

### Édifices
Parmi les édifices entourant la place :

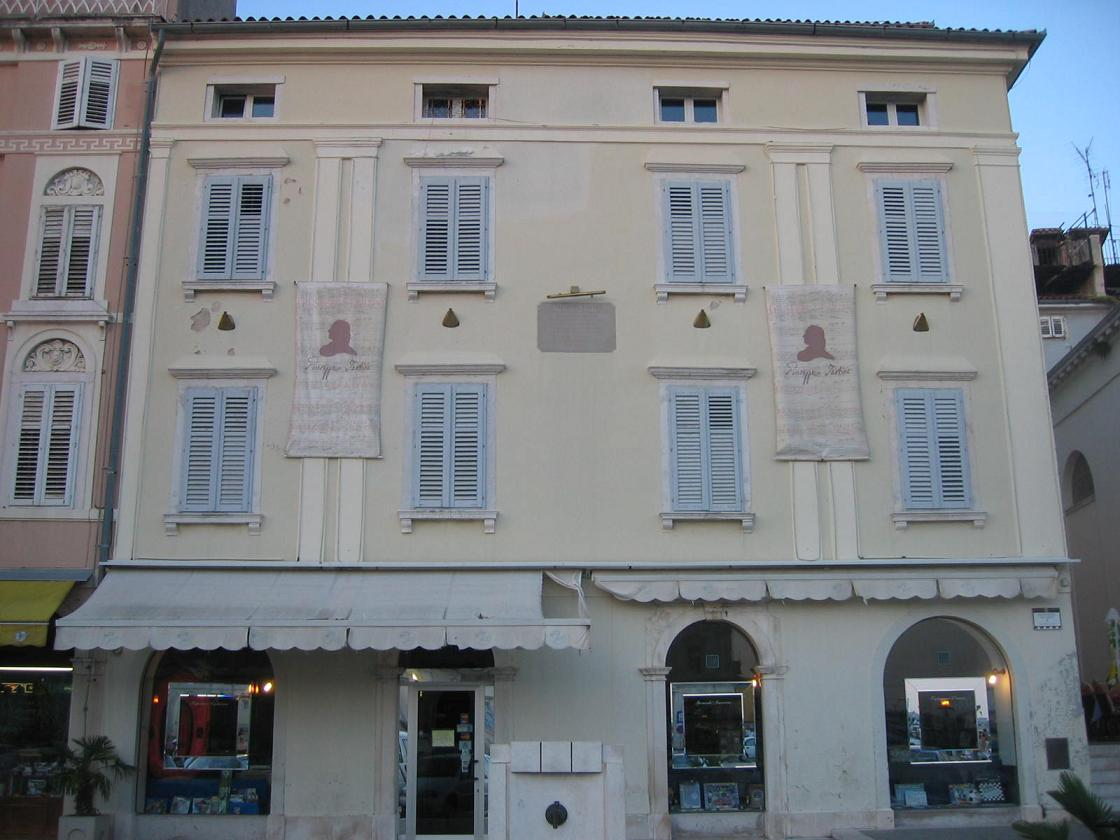
Maison natale de Giuseppe Tartini (sl)
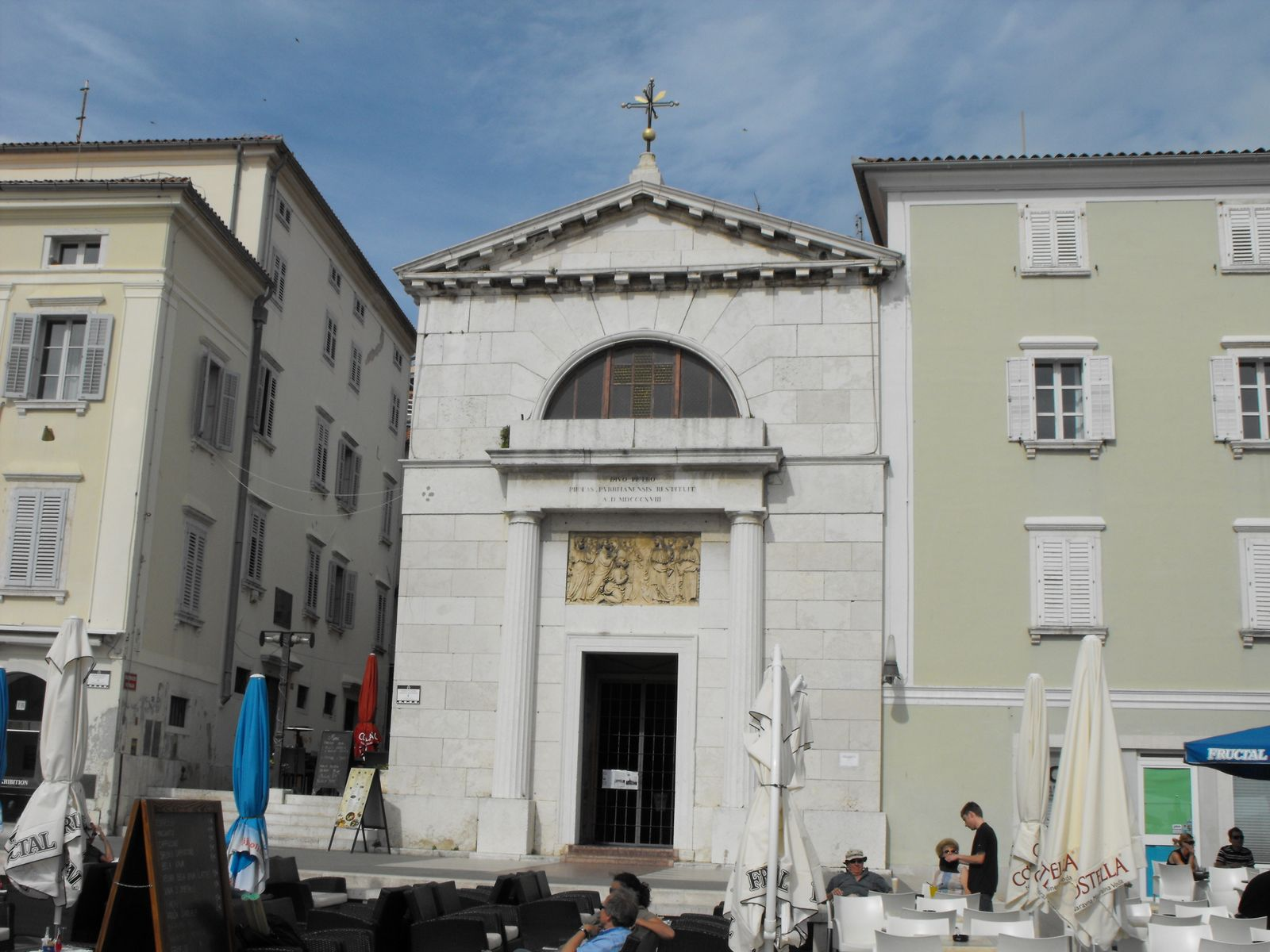
Église Saint-Pierre (sl)
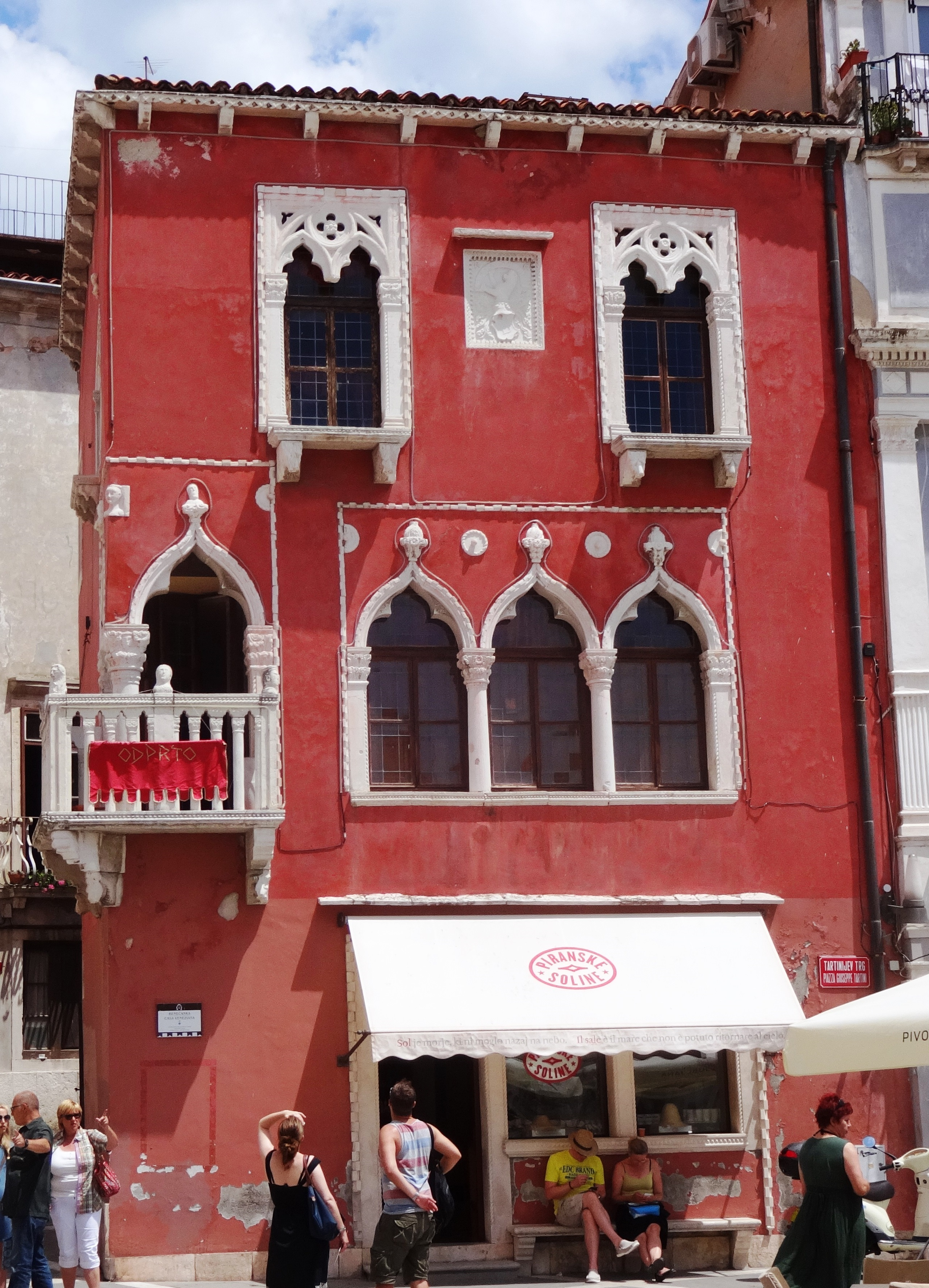
Benečanka (sl), maison du XVe siècle, exemple d'architecture vénitienne gothique
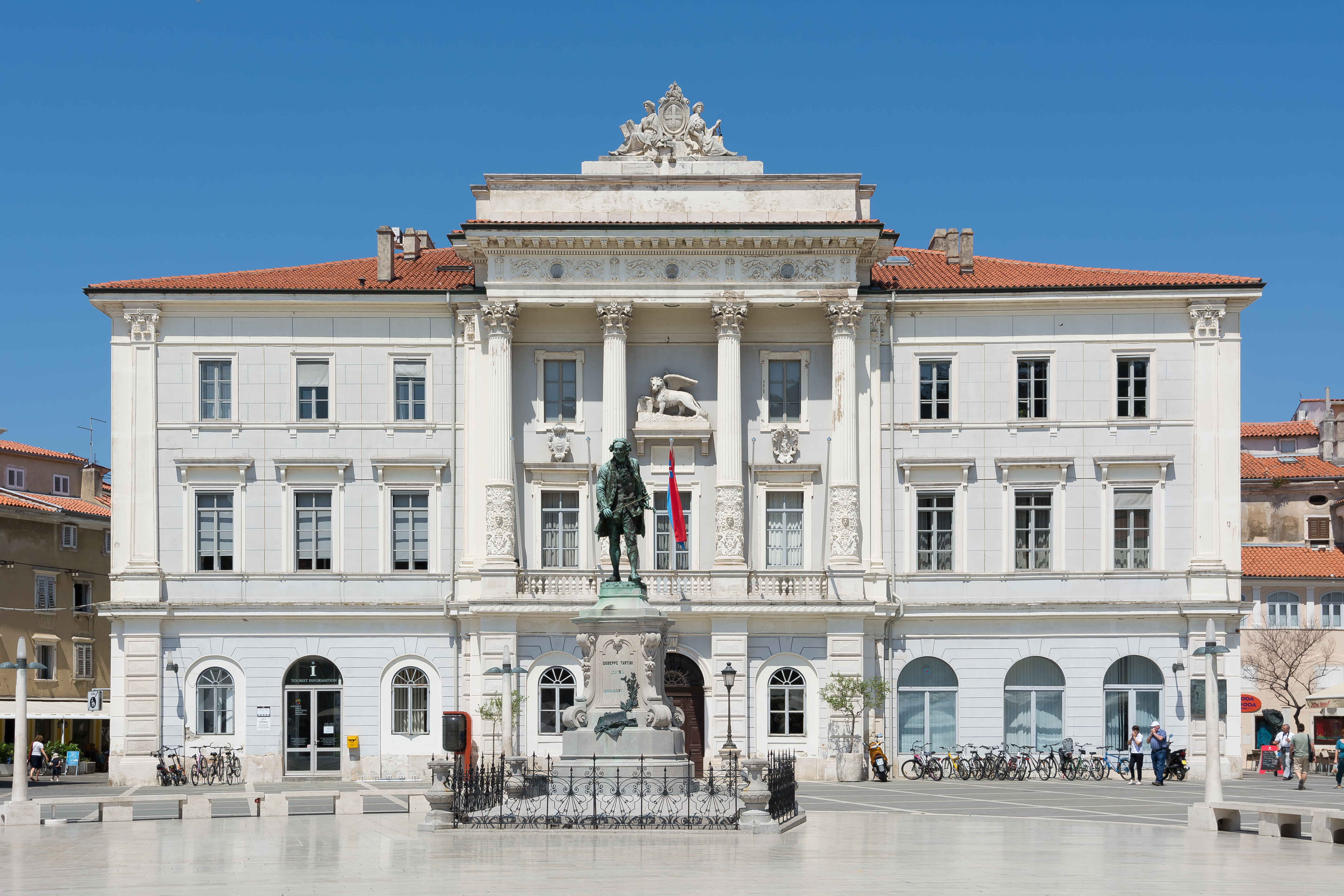
Hôtel de ville
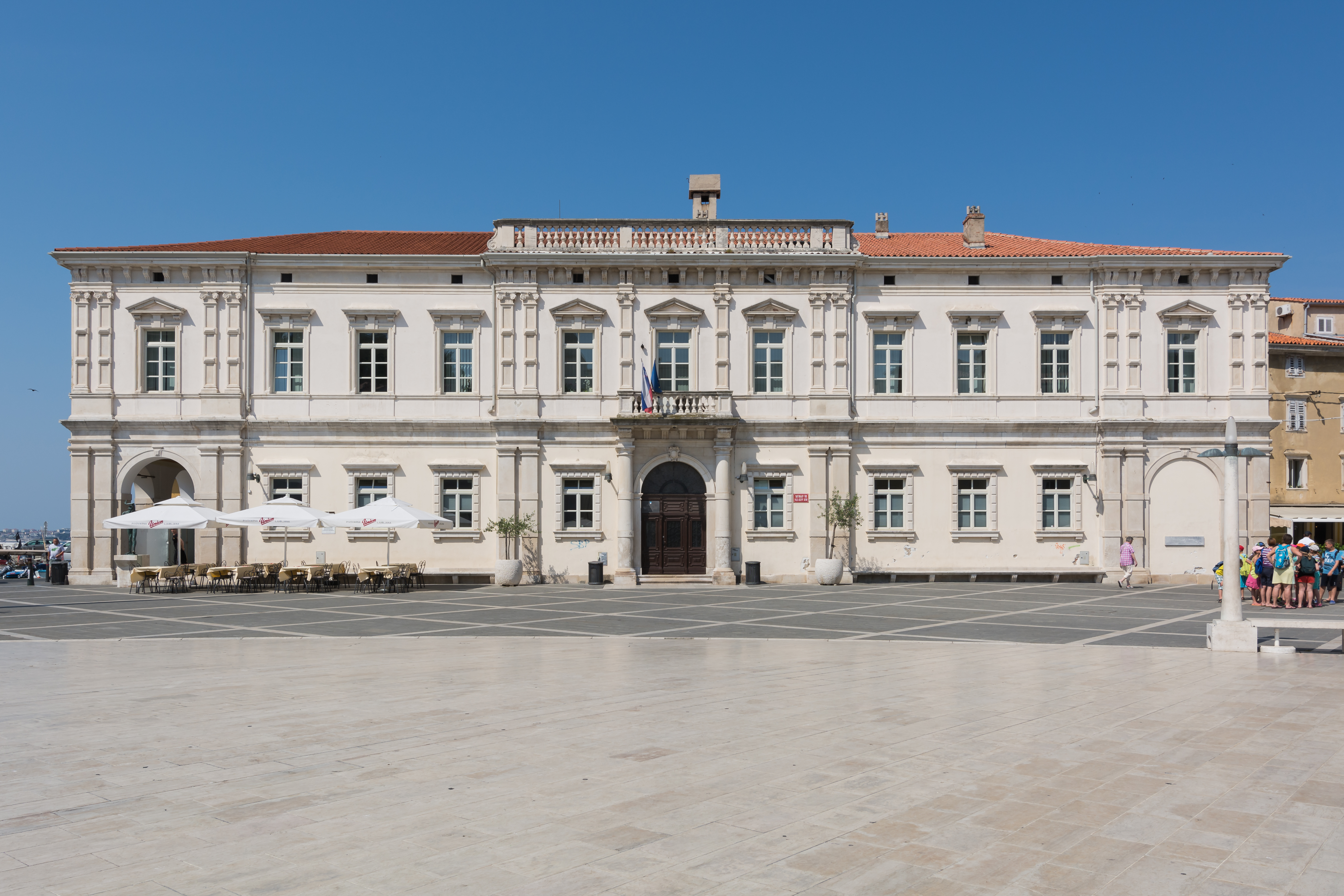
Palais de justice (sl)

- Maison natale de Giuseppe Tartini (sl)
- Église Saint-Pierre (sl)
- Benečanka (sl)
- Hôtel de ville
- Palais de justice (sl)